# Björköby (commune de Vetlanda)
Björköby est une localité de Suède dans la commune de Vetlanda située dans le comté de Jönköping.

## Démographie
Le recensement de 2010 dénombre 273 habitants.